# KFC Eendracht Zele
Maillots
Dernière mise à jour : 28 septembre 2023.
Le Koninklijke Football Club Eendracht Zele est un club belge de football basé à Zele. Il évolue en première provinciale lors de la saison 2017-2018. Au cours de son histoire, le club a disputé 38 saisons dans les divisions nationales.

## Évolution du niveau
Ce club a joué en:
- D3 de 1974 à 1992 (relégation), en 1997 (relégation).

## Descente volontaire en P4
Le K. FC Eendracht Zele termine la saison 2022-2023 à la 12e place du championnat de 1re Provinciale de Flandre orientale. Bien que le maintien est assuré, la direction du vieux club « rouge et noir » jette l’éponge en P1 et choisit de redémarrer tout en bas de la hiérarchie (P4) .

## Historique
- 1925 : fondation de KATHOLIEKE SPORTOPBEURING FOOTBALL CLUB SCELA le 05/10/1925
- 1926 : affiliation à l'Union Royale Belge des Sociétés de Football Association (URBSFA) de KATHOLIEKE SPORTOPBEURING FOOTBALL CLUB SCELA sous la dénomination FOOTBALL CLUB SCELA ZELE le 15/10/1926; le club reçoit le numéro matricule 783
- 1927 : fondation de SPORTKRING ZELE le 31/07/1927 et affiliation à l'URBSFA le 24/08/1927; le club reçoit le numéro matricule 1046
- 1929 : radiation de FOOTBALL CLUB SCELA ZELE (783) le 04/12/1929 et affiliation à Diocesaan Sport Verbond van Oost-Vlaanderen (fédération rivale de l'URBSFA)
- 1932 : réaffiliation à l'URBSFA de FOOTBALL CLUB SCELA ZELE le 11/04/1932; le club reçoit le nouveau numéro matricule 1837
- 1951 : après obtention du titre de Société Royale vers 13/04/1951, changement de dénomination de FOOTBALL CLUB SCELA ZELE (1837) en KONINKLIJKE FOOTBALL CLUB SCELA ZELE (1837) le 13/06/1951
- 1952 : après obtention du titre de Société Royale le 12/04/1952, changement de dénomination de SPORTKRING ZELE (1046) en KONINKLIJKE SPORTKRING ZELE (1046) le 21/05/1952
- 1956 : KONINKLIJKE FOOTBALL CLUB SCELA ZELE (1837) accède pour la première fois de son Histoire aux séries nationales. Le club y évolue 14 saisons consécutives, soit jusqu'au terme de la saison 1969-1970.
- 1968 : fondation de FOOTBALL CLUB DE ZEVEN ZELE le 14/03/1968 et affiliation à l'URBSFA le 14/03/1968; le club reçoit le numéro matricule 7170
- 1970 : fusion de KONINKLIJKE SPORTKRING ZELE (1046), KONINKLIJKE FOOTBALL CLUB SCELA ZELE (1837) et FOOTBALL CLUB DE ZEVEN ZELE (7170) le 01/07/1970 pour former KONINKLIJKE FOOTBALL CLUB EENDRACHT ZELE (1046)

(Il est parfois signalé 1970 comme date de fondation de KONINKLIJKE FOOTBALL CLUB EENDRACHT ZELE (1046); ce ne fut pas le cas. Sinon, selon les règlements fédéraux, le club aurait reçu un numéro matricule proche de 7424 et du entamer sa carrière sportive en 4e division provinciale Oost-Vlaanderen; ce ne fut pas le cas. De plus, il n'aurait pu conserver le qualificatif "koninklijke" dans sa dénomination)

## Résultats dans les divisions nationales
Statistiques mises à jour le 30 juin 2017

### Palmarès
- 3 fois champion de Belgique de Promotion, 1973 et 1993 et 2014.

### Bilan
| Niv | Divisions     | Jouées | Titres | TM Up | TM Down |
| --- | ------------- | ------ | ------ | ----- | ------- |
| I   | 1re nationale | 0      | 0      |       |         |
| II  | 2e nationale  | 0      | 0      |       |         |
| III | 3e nationale  | 21     | 0      |       |         |
| IV  | 4e nationale  | 16     | 3      |       |         |
| V   | 5e nationale  | 1      | 0      |       |         |
|     |               |        |        |       |         |
|     | TOTAUX        | 38     | 3      | 0     | 0       |

- TM Up : test-match pour départager des égalités, ou toutes formes de Barrages ou de Tour final pour une montée éventuelle.
- TM Down : test-match pour départager des égalités, ou toutes formes de Barrages ou de Tour final pour le maintien.

### Classements saison par saison
| Ordre               | Saison  | Nom du club        | Niveau                         | Classement final | Remarques          |
| ------------------- | ------- | ------------------ | ------------------------------ | ---------------- | ------------------ |
| 1                   | 1970-71 | KFC Eendracht Zele | Promotion série D              | 12e/16           |                    |
| 2                   | 1971-72 | KFC Eendracht Zele | Promotion série D              | 4e/16            |                    |
| 3                   | 1972-73 | KFC Eendracht Zele | Promotion série B              | 1er/16           | Champion et promu! |
| 4                   | 1973-74 | KFC Eendracht Zele | Division 3 série B             | 12e/16           |                    |
| 5                   | 1974-75 | KFC Eendracht Zele | Division 3 série A             | 8e/16            |                    |
| 6                   | 1975-76 | KFC Eendracht Zele | Division 3 série A             | 7e/16            |                    |
| 7                   | 1976-77 | KFC Eendracht Zele | Division 3 série A             | 8e/16            |                    |
| 8                   | 1977-78 | KFC Eendracht Zele | Division 3 série B             | 11e/16           |                    |
| 9                   | 1978-79 | KFC Eendracht Zele | Division 3 série A             | 7e/16            |                    |
| 10                  | 1979-80 | KFC Eendracht Zele | Division 3 série A             | 13e/16           |                    |
| 11                  | 1980-81 | KFC Eendracht Zele | Division 3 série A             | 13e/16           |                    |
| 12                  | 1981-82 | KFC Eendracht Zele | Division 3 série A             | 2e/16            |                    |
| 13                  | 1982-83 | KFC Eendracht Zele | Division 3 série A             | 14e/16           |                    |
| 14                  | 1983-84 | KFC Eendracht Zele | Division 3 série A             | 7e/16            |                    |
| 15                  | 1984-85 | KFC Eendracht Zele | Division 3 série A             | 8e/16            |                    |
| 16                  | 1985-86 | KFC Eendracht Zele | Division 3 série A             | 5e/16            |                    |
| 17                  | 1986-87 | KFC Eendracht Zele | Division 3 série A             | 3e/16            |                    |
| 18                  | 1987-88 | KFC Eendracht Zele | Division 3 série A             | 6e/16            |                    |
| 19                  | 1988-89 | KFC Eendracht Zele | Division 3 série A             | 10e/16           |                    |
| 20                  | 1989-90 | KFC Eendracht Zele | Division 3 série A             | 5e/16            |                    |
| 21                  | 1990-91 | KFC Eendracht Zele | Division 3 série A             | 12e/16           |                    |
| 22                  | 1991-92 | KFC Eendracht Zele | Division 3 série A             | 15e/16           | Relégué!           |
| 23                  | 1992-93 | KFC Eendracht Zele | Promotion série A              | 9e/16            |                    |
| 24                  | 1993-94 | KFC Eendracht Zele | Promotion série A              | 10e/16           |                    |
| 25                  | 1994-95 | KFC Eendracht Zele | Promotion série A              | 2e/16            |                    |
| 26                  | 1995-96 | KFC Eendracht Zele | Promotion série A              | 1er/16           | Champion et promu! |
| 27                  | 1996-97 | KFC Eendracht Zele | Division 3 série A             | 16e/16           | Relégué!           |
| 28                  | 1997-98 | KFC Eendracht Zele | Promotion série B              | 16e/16           | Relégué!           |
| séries provinciales |         |                    |                                |                  |                    |
| 29                  | 2006-07 | KFC Eendracht Zele | Promotion série A              | 11e/16           |                    |
| 30                  | 2007-08 | KFC Eendracht Zele | Promotion série B              | 10e/16           |                    |
| 31                  | 2008-09 | KFC Eendracht Zele | Promotion série B              | 12e/16           |                    |
| 32                  | 2009-10 | KFC Eendracht Zele | Promotion série A              | 11e/16           |                    |
| 33                  | 2010-11 | KFC Eendracht Zele | Promotion série B              | 14e/16           | Relégué!           |
| séries provinciales |         |                    |                                |                  |                    |
| 34                  | 2012-13 | KFC Eendracht Zele | Promotion série A              | 11e/16           |                    |
| 35                  | 2013-14 | KFC Eendracht Zele | Promotion série B              | 1er/16           | Champion et promu! |
| 36                  | 2014-15 | KFC Eendracht Zele | Division 3 série A             | 17e/18           | Relégué!           |
| 37                  | 2015-16 | KFC Eendracht Zele | Promotion série A              | 6e/16            | Relégué!           |
| 38                  | 2016-17 | KFC Eendracht Zele | Division 3 Amateur VFV série A | 16e/16           | Relégué!           |
| séries provinciales |         |                    |                                |                  |                    |

## Sources et liens externes
- Site officiel
- (nl) « Fiche de l'équipe », sur Belgian Soccer Database (SK Zele)
- (nl) « Fiche de l'équipe », sur Belgian Soccer Database (KFC Eendracht Zele)
- (nl) Site officiel du club